# 女神のキセキ
『女神のキセキ』（めがみのキセキ）は、テレビ東京系列で、2010年10月19日から2011年3月8日まで、毎週火曜日の19:54 - 20:54（JST）に放送されていたトーク・ドキュメンタリー番組である。
初回は1時間拡大して、19:00から放送した。

## 概要
2009年4月から1年半放送された単発特別番組枠『火曜エンタテイメント!』の終了と、2010年10月改編により、19時台には、それまで深夜の『バラエティ7』内で放送してきた『ありえへん∞世界』が昇格、20時台には当番組が新設されることになった。
前番組の『火曜エンタテイメント!』に引き続き各局CMの異なるローカルセールス枠で放送されているが、系列6局すべて同じ時間に放送している。しかし最終回SPはテレビ愛知のみ自社制作番組に差し替えられた。
なお『ありえへん∞世界』との接続は、ステブレレスで行われる。
前身番組は特番として2009年12月11日に放送された『もう一度逢いたい!日本人が大好きな愛と涙の女優伝説』（司会・徳光和夫）で、視聴率が12.0%と高く、好評であったことから、レギュラー化した。
しかし、2010年10月のレギュラー番組昇格後は、『ありえへん∞世界』と交互に2時間スペシャルを放送したり、単発番組を放送することも多かった。その後、当番組は2011年3月8日の2時間スペシャルを以って終了した。終了後は単発特番でつなげ、2011年4月からは「仰天クイズ! 珍ルールSHOW」を放送する。

## 内容
女性の有名・著名人たちを“女神”と定義・称して、その女神たちの歩んできた人生を再現ドラマのドキュメンタリーで紹介し、スタジオでは、当人や女神と関わった関係者・当事者をゲストとして招きトークを展開していく。

## 出演者

### 司会
- 恵俊彰（ホンジャマカ）
- 中川翔子

### スタジオゲスト
- テリー伊藤
- 中尾彬
- 大竹まこと
- 東貴博

### ナレーション
- 大森南朋
- 藤田弓子
- 平野義和
- 窪田等

## 女神（ゲスト）
1. 大原麗子、三原じゅん子、美輪明宏
2. 石原真理
3. 加藤登紀子、アグネス・チャン
4. 安達祐実、杉田かおる
5. 70年代アイドル、太田光代、江利チエミ
6. 川島なお美
7. 夏目雅子
8. 泉ピン子
9. 池上季実子、浅香唯、クミコ
10. 西原理恵子、松田美由紀
11. 美空ひばり
12. 杉本彩、シルク
13. 梶芽衣子、テレサ・テン、ドリームモーニング娘。

## スタッフ
- 構成：政宗史子、内田ぼちぼち、金森直哉／上下真三
- 技術：野瀬一成（テレビ東京）
- カメラ：吉田健吾（テレビ東京）
- 音声：田中英治（テレビ東京）
- 照明：水野二夫
- 美術：小堺健司、本橋智子
- 音効：吉田比呂樹
- TK：葛貫明子
- 編集：細川孝幸・増田功紀（麻布プラザ）
- MA：樽川由佳里（麻布プラザ）
- ロケ技術：八峯テレビ、V-VISION、ディープ、キャミックス、コブラ、スタッフシルエット、MABU
- 協力：テクノマックス、テレビ東京アート
- デザイン：Vision
- AP：遠藤充子（テレビ東京）、内田安妃子、森美恵子
- AD：高橋幸子、大口尚之、板川侑右（テレビ東京）、村井洋太郎、梅山文郁
- 編成：三沢大助（テレビ東京）
- 番宣：岡田さおり（テレビ東京）
- ディレクター：高砂佳典・桑原宏次（テレビ東京）、合六幸恵、工藤恵司、松山和久、杉山聡、簑島敦子
- 演出：渡辺宏、加賀谷健吾、原田誠之、青山速己
- プロデューサー：岡田英吉（テレビ東京）、荻原伸之、本橋由美子、工藤江美子、鈴木睦美
- 制作協力：ZIPPY PRODUCTION
- 製作著作：テレビ東京

### 過去のスタッフ
- チーフプロデューサー：脇坂清人（テレビ東京）
- 番宣：内田弥佳（テレビ東京）

## ネット局
| 放送対象地域   | 放送局             | 系列           | 放送日時           | 備考       |
| -------------- | ------------------ | -------------- | ------------------ | ---------- |
| 関東広域圏     | テレビ東京         | テレビ東京系列 | 火曜 19:54 - 20:54 | 制作局     |
| 北海道         | テレビ北海道       | テレビ東京系列 | 火曜 19:54 - 20:54 | 同時ネット |
| 愛知県         | テレビ愛知         | テレビ東京系列 | 火曜 19:54 - 20:54 | 同時ネット |
| 大阪府         | テレビ大阪         | テレビ東京系列 | 火曜 19:54 - 20:54 | 同時ネット |
| 岡山県・香川県 | テレビせとうち     | テレビ東京系列 | 火曜 19:54 - 20:54 | 同時ネット |
| 福岡県         | TVQ九州放送        | テレビ東京系列 | 火曜 19:54 - 20:54 | 同時ネット |
| 滋賀県         | びわ湖放送         | 独立UHF局      | 火曜 19:54 - 20:54 | 同時ネット |
| 三重県         | 三重テレビ         | 独立UHF局      | 月曜 20:00 - 20:55 | 20日遅れ   |
| 岩手県         | IBC岩手放送        | TBS系列        | 日曜 14:00 - 14:54 | 不明       |
| 鳥取県・島根県 | 山陰放送           | TBS系列        | 木曜 14:50 - 15:50 | 31日遅れ   |
| 愛媛県         | あいテレビ         | TBS系列        | 日曜 13:00 - 13:54 | 54日遅れ   |
| 福島県         | 福島放送           | テレビ朝日系列 | 土曜 14:00 - 15:00 | 不明       |
| 新潟県         | 新潟テレビ21       | テレビ朝日系列 | 不定期             | 不明       |
| 熊本県         | くまもと県民テレビ | 日本テレビ系列 | 木曜 15:50 - 16:45 | 不明       |